# پتار گودف
پتار گودف (انگلیسی: Petar Gudev؛ ۱۳ ژوئیه ۱۸۶۳ – ۸ مهٔ ۱۹۳۲) یک سیاست‌مدار اهل بلغارستان بود. 